# 고잉 사우스 (영화)
고잉 사우스(Plein Sud, Going South)는 프랑스에서 제작된 세바스찬 리프쉬츠 감독의 2009년 드라마 영화이다. 야닉 르니에 등이 주연으로 출연하였고 주디스 노라 등이 제작에 참여하였다.

## 출연

### 주연
- 야닉 르니에
- 레아 세이두
- 니콜 가르시아
- 피에르 페리어
- 테오 프리렛

### 조연
- 미셸린 프레슬
- 제라르 왓킨스
- 마리 마세론
- 루이스 호스타롯
- 루도 할리
- 앤 듀버뉴일

## 제작진
- 의상: 엘리자베스 메후
- 배역: 엘자 파라온